# 屋内退避
屋内退避（おくないたいひ）とは、災害や有事のために身の危険が差し迫っている状況において、人が自己防衛のため建築物の内部に緊急避難する行為である。特別な訓練や装備品を必要とするものではなく、個人でも自己の立場と責任において実践できる民間防衛である。

## 概要
現代はマルチハザード社会とされており、屋内退避が行われるべき事例は多岐にわたる。代表的な例としては、風水害や噴火といった自然災害がある。屋内退避の実施にあたっては、避難する建物の屋根や外壁が人を守る遮蔽物となることから、地理的な立地条件や建物の堅牢さに応じて生残性を得ることができる。
自然災害の他にも、放射性降下物からの防護のため、政府や行政機関が屋内退避を呼びかけることがある。ただし、気密性の高いコンクリート建築物への屋内退避をしなければ、放射線を遮蔽することはできない。また、ガムテープ等による窓の目張りや換気扇の停止等、退避する建物の気密性を高める努力をしなければならない。国際原子力機関（IAEA）では、原子力事故の際に緊急避難できない住民は、差し当たり屋内退避を実施するしかないが、長時間にわたり気密性の高い建物に避難していると、外部被ばくに対する安全の反面に酸欠の虞が生ずるとしており、屋内退避から2日後を目処として、比較的安全な地域へと移動する手段を講じるよう指針を出している。実際には、福島第一原子力発電所の事故では被災者が10日以上も屋内退避を実践したところ、域外からの物流が停止し、食料や生活必需品の不足による被害が生じた。事故当時、国から屋内退避を指示された福島県南相馬市では、当時の桜井勝延市長の判断により、動画投稿サイト「ユーチューブ」に英語の字幕をつけた動画を掲載した。桜井市長は「退避指示の影響なのか、医薬品も油も何も入ってこなくなった。ボランティアも物資輸送も自己責任で入らざるを得ない。市民は兵糧攻めの状態だ。住民に家にこもっていろというのは見殺しに等しい。国が命を守るというのは空文句だ。」と発言して屋内退避の問題点を訴え、「国からの情報は全部、テレビ頼み。国や県は責任を持って判断し、しっかりと情報を発信してほしい。」との主張を行った。
屋内退避は、テロリズムやゲリラコマンドのような特殊な刑事事件や、他国の軍隊による弾道ミサイル攻撃や航空戦が突発的に発生した場合にも、突発対策として有効である。根拠は、ムンバイ同時多発テロ、江陵浸透事件の事例で明らかになったように、武装した侵略主体が逃走を続け、市街戦等の戦闘を継続している状況では、非武装である市民が不要不急の外出をすることは自殺行為になるからである。

## 心覚え

### 基本姿勢
屋内退避の際の主な注意点としては、銃撃戦の流れ弾、爆発の破片効果、飛散物や放射線を防ぐため可能な限り堅牢な建物や地下街等への避難に努め、公共放送を通じて情報収集をすること。日本を離れて国外に居る場合は、外務省がインターネットや在外公館において掲出している情報を平素からタイムリーに取得して、安全な生活を送ることに努める。けがの応急処置や防災に関することや、万一の際に家族が離れ離れになって行動する場合の方針（サバイバル）は、平素に家庭と職場において予め了知し、決定済みとしておくことが重要である。

### デマに惑わされない
屋内退避中の情報収集は、事態の性格上、公共放送を活用することが望ましいが、避難中も、サイバーテロや電磁パルス等のインフラ事故がない限り、インターネットで新聞社や公共機関から配信されるニュースによる情報収集が可能である。ただし、インターネットの活用に際しては、ソーシャル・ネットワーキング・サービスで流布される出所不明の情報を、決してうのみにしてはならない。インターネットには、サイバー攻撃として意図的にデマが流布される危険性もある。

### 防護
屋内退避を要する状況下では、周囲の状況を注意深く見守り、火の元の管理と戸締りによる防犯を確実に実施すること。集客施設やインフラ系の事業者は、挙動不審者および不審物について特段の注意を要する。自身が屋内退避を実施している建物等が火災を起こした場合は、出火した火が延焼しないよう、自ら進んで行動し水や消火器による初期消火に努めること。初期消火の機会は、出火した炎が屋根や天井に燃え広がるまでの数分間しかない。また、壊れた建物や車に閉じ込められた人を自主的に救出する際に、重量物を持ち上げる必要がある場合は、バール等の工具を活用して救助するが、たいていの車が標準装備しているジャッキ（パンタグラフジャッキ等）も重宝する。
爆風・風水害により窓ガラスが割れて飛散することで発生する被害を抑制するため、窓ガラスのそばを離れるか、雨戸を占めて窓のない部屋に移動すること、次に、ゆとりがあればガムテープやカーテン等を窓に貼り付けたり、家具や重量物を窓の前に積み上げることで窓を封印し、飛散物防御と気密性確保の措置をとることである。割れたガラスで負傷した場合、けがの程度は重大でも生命には別状無いのが一般的だが、それでも美容上、重大な後遺障害を受けるおそれがある。

### 衛生
屋内退避はいつまで続くかわからず、事態の様相によっては、電気、ガス、上下水道といったライフラインが途絶することも想定される。手元にある備蓄品や飲食物は、可能な限り清潔を保ち、大切にしなければならない。有事の際には、防護用の装備資機材その他の生活必需品への需要が急に高まり、新たに入手することは難しくなる。マルチハザード社会となった今日、本来であれば、家庭や企業では平素から防災非常袋等の備蓄品を用意しておくべきところだが、手元に何の用意もない状況下でも、落ち着いて屋内退避することで体力を温存し、気力の増進を図る。もし、ライフラインが途絶した場合は、屋内退避中に出るゴミや汚物を保管する携帯トイレのような容器を準備し、これを使用する際には容器に合成洗剤や消毒液を混ぜるか、必ず蓋をして密閉することで、害虫や病原菌を寄せ付けないよう配慮する。ガスがなければカセットコンロ等を活用して煮沸消毒を行い、衛生管理に努めること。
放射性物質及び生物化学兵器による攻撃を受けた地域では、防疫のため衛生管理に特別の配慮が必要であり、密閉保存もしくは加熱調理された飲食物を摂取すべきである。

### 突発対策
日常生活の中で、自身の身近にテロ行為が突発して急な爆発や銃撃に遭遇し、もしくは風水害から逃れる際に飛散物が飛来した場合は、直ちに付近の物陰に駆け込み、これを遮蔽物とする必要があるが、自身が突発事態に遭遇したことを覚知してから数秒以内に遮蔽物に到達できない場合は、反射的にその場に伏せ、爆風や飛散物が収まるまで伏せた状態で静止すること。その後は、身を低くしながら周囲を観察し、遮蔽物を伝って現場から退避する。行動は、正当防衛に徹する。

## 諸外国の例
有事の際、人々が無秩序な避難行動に走れば、暴徒化や交通機関の麻痺といったパニックが誘発され、パニックの連鎖により被害がむやみに拡大してしまう。そこで、諸外国では、有事の際には差し当たり屋内退避（いわゆる外出禁止令を含む）を指示したり、特定の道路において大規模な交通規制をかけることが危機管理の常識となっている。
東西冷戦当時のイギリスやフランスでは、核抑止に基づく政策が破綻し、核戦争が72時間以内に差し迫っていると見積もられる場合は、国民に対して2週間以上の屋内退避を命じる計画があった。核爆発から2週間ほど経過すれば、放射性物質の核種が崩壊し放射線が少なくなるからである。1970年代から80年代のイギリスでは、個人が家庭において屋内退避するためのマニュアルが政府によって頒布されたり、BBCが万一に備えて屋内退避の方法を広報するテレビ番組や予定原稿を製作していた時期があった。
東西冷戦当時の西ドイツでは、有事に侵攻してくると想定されていたソ連軍を迎撃するため、NATOの軍集団が道路や鉄道を円滑に戦略機動できるよう、国民に移動の制限を課し、屋内退避を命じる計画があった。ソ連軍は、作戦機動グループがミサイルや火砲から戦術核兵器を投射しながら突進する という電撃戦のドクトリンを有していたし、一方のNATO側もソ連軍の突進を破砕するためにエアランド・バトルで戦術核兵器を使用することを検討していた。西ドイツでは戦術核兵器による限定的な核攻撃も想定して、同国民が自宅や職場にシェルターを設ける場合には助成金を支給したり、行政機関に勤務する公務員に防毒マスクや放射線測定器を貸与し、放射性物質の除染や負傷者の応急救護、屋内退避や被害状況の集計を実施する訓練を施していた。
アメリカ合衆国では、FEMA（アメリカ合衆国連邦緊急事態管理庁）が、自国民を核戦争から防護するために核シェルターの普及促進や屋内退避の方法、災害対策、戦時の政府存続計画に関する研究を行っている。
台湾（中華民国）では、国共内戦による中台分断から60年以上の年月を経た現在も、台湾海峡を挟んで中華人民共和国と対峙している。台湾では、台湾有事が発生することを想定し、年に一度の防空演習として、台湾の全ての地域で交通規制をし、住民や事業者に一定時間の屋内退避を命ずる「万安演習」を長年にわたり実施してきた。現在でも年に一度実施され、台湾における年中行事の一つとなっている。台湾では、これに付随して、食料品等の買い占めや売り控えを禁止する法令、予備役の動員システムも整備している。
韓国では、企業等に民防衛隊という公的な民間防衛組織が編成されており、年に数回程度の頻度で、当局の監督により屋内退避や交通規制を主とする防空演習が実施されている。2010年には、北朝鮮による延坪島砲撃事件を受け、全土において1994年の朝鮮半島核危機以来となる大規模な屋内退避と交通規制を発令するという内容で防空演習を実施した。当時は、韓国を訪問していた日本人観光客らが演習での交通規制のために公共交通機関に乗り遅れたり、街頭で屋内退避の命令を受けて戸惑う様子や、在ソウルの日本人学校に通う生徒たちが教師の引率の下で屋内退避を訓練した様子がマスコミ報道された。韓国の地下鉄や地下街は、有事の際には避難所として開放される。
シンガポールでは、1998年以降に建設された全ての集合住宅について、壁やドアの強度を大幅に増した一室を確保することが法律で定められている。これは、万一の際に同国民を屋内退避させるためである。ちなみに、国家資本主義による開発独裁を国是とするシンガポールにおいては、約300万人のシンガポール国民の約86％が国や行政の提供する集合住宅に住んでおり、屋内退避の有効性は高い。

## 国民保護法と屋内退避
日本では、いわゆる有事法制の一つとして「武力攻撃事態等における国民の保護のための措置に関する法律」（以下、国民保護法）が制定されている。国民保護法では、重要影響事態の際に発生することが危惧される航空戦や上陸戦も含めた日本有事、もしくは「土台人」と呼ばれる地元協力者に手引きされた工作員やテロリストによる大規模テロ情報が当局に覚知されると、政府は全国瞬時警報システム（Jアラート）を通じて、国民に対して屋内退避の指示を与えることになっている。
日本の危機管理政策は、シェルターを公共の場に普及させることを国策としている諸外国（スイス、イスラエル、スウェーデン、ノルウェー、フィンランド）とは異なり、公共の場にシェルターを全く整備していない。また、今後も国としてシェルターを整備する計画はない。その代わり、日本政府および都道府県では、有事の際にはJアラートを通じて屋内退避を国民に指示し、しかる後に国民を比較的安全な他の地域へと避難させる「国民保護計画」を準備している。国民保護計画では、戦災で負傷したり家屋を武力攻撃で破壊された国民や在留外国人を医療機関や避難所等に収容する「国民保護措置」の実施が明記されている。ただし、弾道ミサイル等の大量破壊兵器がもたらすNBC災害に見舞われた地域や、都道府県警察や自衛隊が侵略主体と交戦中の地域においては、二次被害を防止する観点から国民保護措置を実施することは極めて難しく、国民は公共放送や防災行政無線の指示を留意しつつ、正当防衛・緊急避難に徹する必要がある。。当局は、かかる二次被害を防遏する目処をつけてから、国民保護措置を開始する。
国民保護法と屋内退避についての理解を深めるため、国民は、総務省と内閣官房が運営する「国民保護ポータルサイト」において都道府県が作成している「国民保護計画」や、「武力攻撃やテロから身を守るために」と題されたマニュアルを閲覧することができる。このマニュアルでは、屋内退避の実施にあたってはできるだけ窓のない一室を選び、戸締まりの実施、空調機器の停止や窓の目張りなどで放射性降下物等の有害な外気の侵入を阻むよう部屋を密封することが推奨されている。その他、日本の有事法制に関する解説や、医師の診察を受けられない状況下において、市民が負傷者に応急処置を行う際の要領も明示されている（外部リンク参照）。